# Kim Hye-ri
Kim Hye-ri (23 de diciembre de 1969) es una actriz surcoreana.

## Controversias
Fue arrestada por conducir ebria en junio de 1997, agosto de 2004, y el 29 de noviembre de 2014.

## Filmografía

### Series de televisión
| Año  | Título                        | Personaje    | Notas   |
| ---- | ----------------------------- | ------------ | ------- |
| 2017 | Strongest Deliveryman         | Jung Hye-ran |         |
| 2007 | High Kick! (거침없이 하이킥!) | Hye-ri       | ep. 155 |

### Cine
| Año  | Título                                  | Rol            |
| ---- | --------------------------------------- | -------------- |
| 1986 | Byun Kang-swoi                          | doncella       |
| 1991 | Death Song                              | Yun Seong-deok |
| 1992 | The Man Who Always Takes the Last Train | Jae-hee        |
| 1994 | Contract Couple                         | Hye-jung       |
| 1995 | Thief and a Poet                        |                |
| 2003 | Together                                |                |
| 2003 | The Legend of the Evil Lake             | reina Jinseong |
| 2004 | Clementine                              | Im Min-seo     |

### Programas de televisión
| Año  | Título              | Cadena | Papel                    | Notas          |
| ---- | ------------------- | ------ | ------------------------ | -------------- |
| 2020 | King of Mask Singer | MBC    | concursó como "Magician" | (ep. #249-250) |

## Premios y nominaciones
| Año  | Premio             | Categoría                 | Nominación       | Resultado |
| ---- | ------------------ | ------------------------- | ---------------- | --------- |
| 1988 | Miss Korea Pageant | Miss World Korea          | [NA]: {{{1}}}    | Ganador   |
| 1989 | Miss Korea Pageant | Concursante               | [NA]: {{{1}}}    | Nominado  |
| 1992 | KBS Drama Awards   | mejor actriz nueva        |                  | Ganadora  |
| 2001 | KBS Drama Awards   | premio excelencia, actriz | Emperor Wang Gun | Ganadora  |